# Frontal d'altar de Santa Maria de Taüll
El Frontal d'altar de Santa Maria de Taüll és un frontal d'altar de l'església de Santa Maria de Taüll pintat Cap a 1200 (repintat el 1579), que actualment forma part de la col·lecció permanent del Museu Nacional d'Art de Catalunya.

## Descripció
La major part dels frontals d'altar coneguts de l'època romànica a Catalunya consisteixen en una taula, pintada al tremp, que en alguns casos es complementa amb elements de relleu en estuc. Però al costat d'aquesta modalitat més estesa hi havia altres possibilitats tècniques, com ara la pintura al fresc o les escultures en pedra, en marbre o, com en aquest cas, de talla en fusta policromada.
Cal recordar que alguns revestiments i detalls, amb efectes daurats, recordaven o imitaven les obres més luxoses, recobertes de metalls preciosos.
El Frontal d'altar de Santa Maria de Taüll forma part del conjunt d'obres descobertes a començaments del segle xx a les esglésies de la vall de Boí i és una de les peces de major qualitat dels tallers de Ribagorça. Aquestes peces es caracteritzen per la nitidesa de les formes, per un cert vigor i per un esquematisme que han fet que es comparin amb conjunts d'escultura monumental de la segona meitat del segle xii.
La seva composició i iconografia són molt habituals en aquest tipus de peces. En el registre central apareix el Crist en Majestat, inscrit en la màndorla, envoltat dels símbols dels evangelistes, dels quals queden les empremtes. A banda i banda es
distribueixen en dos nivells les figures dels apòstols sota l'arcada. Les figures estan tallades en fusta de pi i conserven restes importants de la policromia.